# Murchison Widefield Array
O Murchison Widefield Array (MWA) é um projeto conjunto entre universidades para construir um radiotelescópio de baixa frequência, operando na faixa de frequência de 80-300 MHz. Os principais objetivos científicos da MWA são para detectar emissão de hidrogênio atômico neutro da Época de Reionização (EoR), para estudar o Sol, a heliosfera, a Terra e a ionosfera. O custo total do projeto é de 51 milhões de dólares.